# Stenus chalybacus
Stenus chalybacus är en skalbaggsart som beskrevs av Karl Henrik Boheman. Stenus chalybacus ingår i släktet Stenus och familjen kortvingar. Inga underarter finns listade i Catalogue of Life.